# Првенство Србије у рагбију 2013/14.
Првенство Србије у рагбију 2013/14. је било 8. издање првенства Србије у рагбију 15. 
По први пут у историји Србија није добала првака у рагбију, јер је првенство поништено пошто су Партизан и Победник иступили из такмичења.

## Учесници
|   | Тим                 | Тренер          | Капитен             |
| - | ------------------- | --------------- | ------------------- |
| 1 | Звезда              | Марко Вуковић   | Александар Ђорђевић |
| 2 | Партизан            | Недељко Савић   | Александар Крстић   |
| 3 | Рагби клуб Победник | Милан Јовановић | Марко Капор         |
| 4 | Војводина           |                 | Горан Поробић       |
| 5 | Крушевац            |                 |                     |
| 7 | Резервни тим Рада   |                 |                     |